# Contea di Dixie
La contea di Dixie (in inglese Dixie County) è una contea della Florida, negli Stati Uniti. Il suo capoluogo amministrativo è Cross City.

## Geografia fisica
La contea si trova nella parte settentrionale dello Stato e si affaccia a sud-ovest sul Golfo del Messico. La contea ha un'area di 2237 km² di cui il 18,49% è coperta d'acqua.

### Contee confinanti
- Contea di Lafayette - nord
- Contea di Gilchrist - nord-est
- Contea di Levy - sud-est
- Contea di Taylor - nord-ovest

## Storia
La contea fu creata nel 1921. "Dixie" non è altro che un tipico soprannome per gli Stati del sud.

## Comuni
La contea ha solo due town: Cross City (il capoluogo) e Horseshoe Beach.

## Politica
| Anno | Repubblicani | Democratici | Altri |
| ---- | ------------ | ----------- | ----- |
| 2004 | 68,8%        | 30,4%       | 0,8%  |
| 2000 | 57,8%        | 39,1%       | 3,1%  |
| 1996 | 36,8%        | 45,6%       | 17,6% |
| 1992 | 32%          | 42,4%       | 25,5% |
| 1988 | 59,8%        | 40,2%       | 0%    |